# Holzwiese-Bockmerholz
Das Holzwiese-Bockmerholz ist ein ehemaliges Naturschutzgebiet in der niedersächsischen Stadt Sehnde in der Region Hannover.
Das ehemalige Naturschutzgebiet mit dem Kennzeichen NSG HA 064 ist 49 Hektar groß. Es ist Bestandteil des FFH-Gebietes „Bockmerholz, Gaim“. Das Gebiet stand seit dem 30. Juni 1983 unter Naturschutz. Zum 11. Januar 2019 ging es im neuen Naturschutzgebiet „Bockmerholz, Gaim“ auf. Zuständige untere Naturschutzbehörde war die Region Hannover.

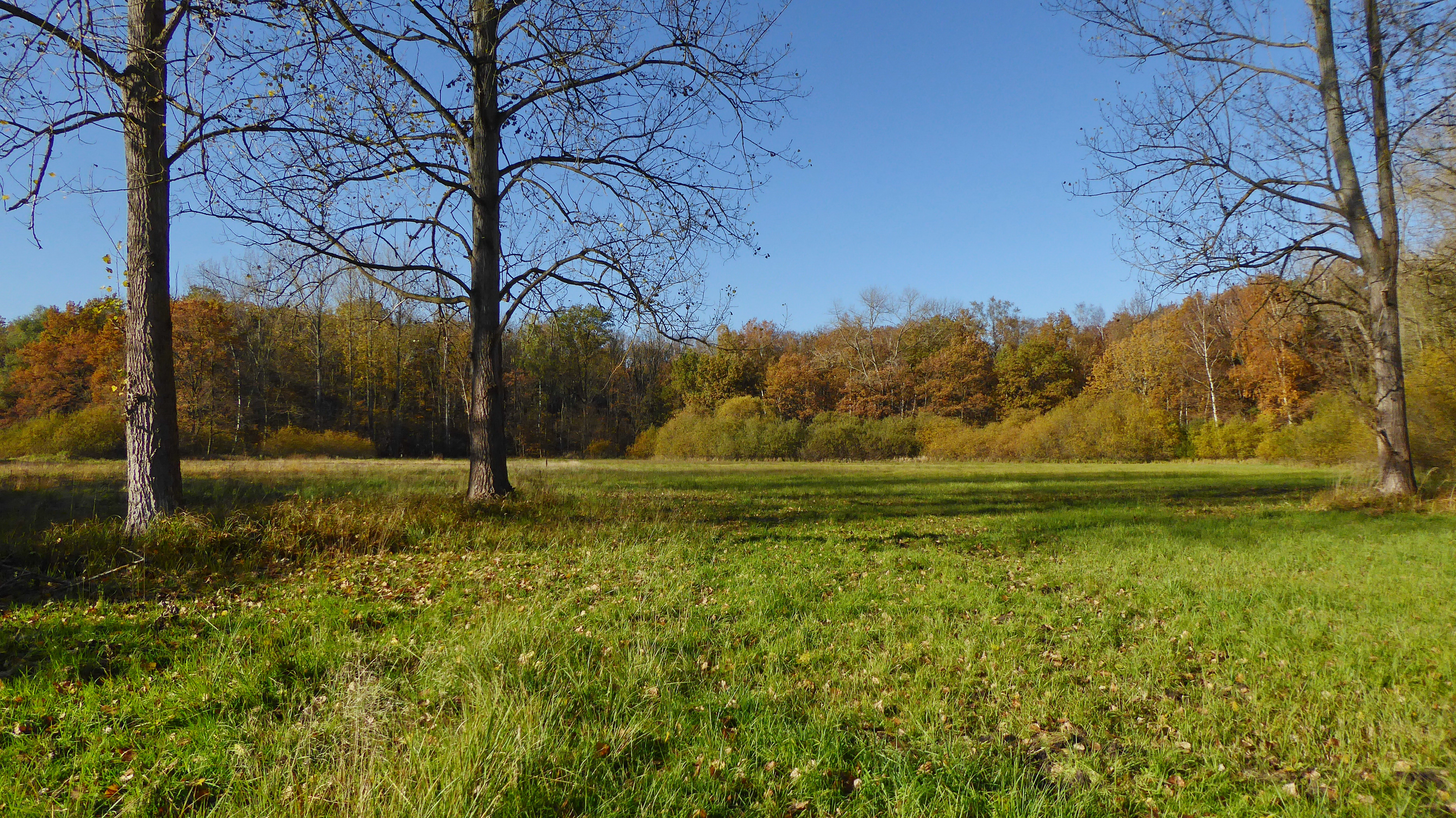
Nasswiese im ehemaligen Naturschutzgebiet

Das Gebiet liegt südöstlich von Hannover und westlich von Sehnde am Rand des Bockmerholzes. Es wird von feuchten bis nassen Eichen-Hainbuchenwäldern mit Übergängen zu Buchenwäldern mit einem hohen Anteil an Altholz geprägt.
Im ehemaligen Naturschutzgebiet liegt ein Bereich mit Gleyboden mit einer Niedermoorauflage, der von den bewaldeten Flächen umgeben ist. Dieser Bereich wird von einer nährstoffarmen Nasswiese geprägt, Teile sind auch mit Großseggenrieden bedeckt. Die Wiese wird durch regelmäßige Mahd gepflegt. Der Bereich entwässert über Gräben zum Wietzengraben, der über den Laher Graben zur Wietze fließt.